# Euploea dodingensis
Euploea dodingensis är en fjärilsart som beskrevs av Moore 1883. Euploea dodingensis ingår i släktet Euploea och familjen praktfjärilar. Inga underarter finns listade i Catalogue of Life.